# Physalaemus cuqui
Physalaemus cuqui és una espècie de granota que viu a l'Argentina, Bolívia i, possiblement també, al Paraguai.